# Gilbert Ponaman
Œuvres principales
La nuit du swami
Gilbert Krisna Francis Ponaman, né le 25 mai 1950 à la Guadeloupe, est un écrivain français et chercheur, d'origine indo-créole.

## Biographie
À l’âge de 5 ans il part avec ses parents s’installer à Saint-Pierre en Martinique, l’ancienne capitale. 
Le petit Gilbert reçoit de sa mère une éducation empreinte de culture indienne, elle l’initie aux pratiques de la tradition tamoule comme les rites funéraires, le samblani (encens), le kalmandron (effectué 40 jours après la mort), le koumoudou (bondié coolie, le Dieu des indiens) issus du pays Tamoul, pays de ses ancêtres, qui ont cours à cette époque au sein des familles indo-martiniquaises. En effet elle souhaitait pour son fils des études de civilisation hindoue à l'Université hindoue de Bénarès, tandis que son père plus pragmatique envisageait pour Gilbert une carrière de professeur en civilisation indienne.
À 18 ans, il devient enseignant et sera affecté dans le nord de la Martinique où les Indo-martiniquais représentaient une importante communauté. C'est dans cet environnement que l’identité indienne le façonna et radicalisa sa pensée, d’autant plus que les historiens français et martiniquais ne mentionnaient jamais dans leurs écrits l’histoire et l’apport des Indiens dans la construction identitaire dans la société créole martiniquaise. Sa rencontre avec Yves Gamess, conservateur de la bibliothèque Schœlcher le conforta dans son idéal d’indianité créole orientant ses lectures, lui insufflant la volonté de s'investir pour la reconnaissance sociale et culturelle des Indiens des Antilles tout en exaltant les valeurs indoues dans la société.

## Le concept de l'indianité créole
Après l'abolition de l'esclavage en 1848, les nouveaux affranchis désertent les plantations, car les planteurs refusent de satisfaire leurs revendications salariales. Pour remplacer cette main-d'œuvre, les Békés (Blancs créole propriétaires terriens) font appel à des travailleurs étrangers européens, madériens, asiatiques et africains. Mais la Grande-Bretagne soupçonnant la France de reprendre la traite négrière sous une forme déguisée, autorise les autorités françaises à recruter des contractuels à travers le sous-continent indien en vertu de la convention franco-britannique du 1er juillet 1861. En effet les comptoirs français en Inde ne pouvaient répondre à l'attente des planteurs, car la population y était peu nombreuse. L'intégration de ces nouveaux arrivants sur ces terres meurtries par la période esclavagiste s'est faite dans la douleur. La population, majoritairement créole, voyait d'un mauvais œil ces ouvriers, qu'elle considérait comme contribuant à pérenniser la prospérité des planteurs négriers.
Durant des décennies ces Indos-créoles furent marginalisés. C’est au nom de la Bhagavad-Gita (le « Chant du Seigneur »), que Gilbert Ponaman les incita à œuvrer pour leur reconnaissance identitaire. Gilbert Francis Ponaman proposa donc une politique culturelle accompagnée d'une idéologie de rechange, démarche qui imposa tout naturellement la prise en compte du concept de l’indianité créole. La notoriété de Gilbert Francis Ponaman s'affirma, lorsqu'au cours du Puthandu (nouvel an tamoul) 1974, il lance le mouvement « Soleil indien » et le journal du même nom, car il s’indigne du voile jeté sur le soleil de l’indianité depuis l’arrivée des Indiens. Cependant certains intellectuels indo-martiniquais[Lesquels ?] n'adhéreront pas à l'indianité-créole affichant ouvertement une africanité de circonstance.
Face à ses détracteurs, Gilbert Francis Ponaman continua d’affirmer avec force son attachement à l’Inde, encouragé, par son mentor Yves Gamess, à faire résonner les tambours de l’Inde en Martinique et rayonner le soleil indien.

## Son engagement
Après 10 ans dans l’éducation nationale, il commence des études universitaires à Paris. Conscient que les Antilles et la Guyane ont oublié d’inscrire dans leurs annales l’odyssée indienne : Francis Ponaman n’a de cesse de réclamer la reconnaissance de l’indianité au sein des cultures caribéennes. Il entreprend alors des recherches sur les origines des Indo-martiniquais. 
À l’INALCO (institut national des langues et des civilisations orientales), il obtient son DEA de langues et civilisations indiennes. À la Sorbonne Paris III, il suit des cours de sanskrit. Mais c'est à l’université de Paris VIII Vincennes qu’il étudie l’épigraphie tamoule. À l’école pratique des hautes études, sous la direction du professeur François Gros, il découvre avec intérêt et passion la littérature de Sangam. 
En 1988, il revient à la Martinique où il est chargé de cours de civilisation indienne à l’université des Antilles et de la Guyane (aujourd’hui l’université des Antilles), à Fort-de-France et Pointe-à-Pitre. Quatre ans plus tard, il quitte l'île pour reprendre ses recherches en ethnologie, en remontant aux sources de l’hindouisme créole martiniquais.
Il sera le premier chercheur à étudier dès 1981, lors de premier séjour en Inde du sud, sous la direction de son professeur en ethno-histoire Jean-Luc Chambard, le culte de Nagour Mira. Membre fondateur et président d’honneur de GOPIO France, actuellement chercheur au CERIA (centre d’études et de recherches sur l’indianité aux Antilles), il effectue un travail sur les anciens comptoirs français de l’Inde, lieux d’origines des premiers immigrants indiens à la Martinique.
Il a par ailleurs dirigé un colloque sur la présence indienne en Guadeloupe à l’occasion de la visite du ministre des Indiens d’outre mer : Vayalar Ravi et donne régulièrement des conférences sur l'immigration Indienne dans les Antilles Française. Il est à l’initiative de la stèle commémorant la présence indienne inaugurée en mai 2015 dans la ville du Moule par le ministre des Indiens d’outre mer, du maire et de son conseil municipal.

## Récompenses et distinctions
- Médaille du Ganesh d'or[8],[9]